# Soltănești, Nisporeni
Soltănești este un sat din raionul Nisporeni, Republica Moldova.

## Istorie
Localitatea a fost atestată documentar pentru prima dată în 1452:
„Suret uricului de la Alicsandru vodă, [cel Bătrân], din let 6990 <1452> septemvrie 10.

Facem știre cu această carte a noastră, tuturor cui pe dânsa o va vedea sau cetindu-o va auzi, precum acest adevărat a nostru credincios boier, giupânul Ignat postelnicul, slujind noâ cu dreptate și cu credință, am văzut a lui dreaptă și cu credință slujbă către noi, l-am miluit pre dânsul și din osebită mila noastră i-am întărit pre a lui dreaptă ocină moșii, sate anume: Șoldeștii, la Dumitra, și Ciorăștii, și Șoltăneștii,...

...

Au scris în Suceava.”

## Administrație și politică
Componența Consiliului local Soltănești (9 consilieri), ales la 5 noiembrie 2023, este următoarea:
|  | Partid                                        | Consilieri | Componență | Componență | Componență |
|  | --------------------------------------------- | ---------- | ---------- | ---------- | ---------- |
|  | Partidul Acțiune și Solidaritate              | 3          |            |            |            |
|  | Partidul Dezvoltării și Consolidării Moldovei | 3          |            |            |            |
|  | Coaliția pentru Unitate și Bunăstare          | 2          |            |            |            |
|  | Partidul Socialiștilor din Republica Moldova  | 1          |            |            |            |